# Anthelia gracilis
Anthelia gracilis är en korallart som först beskrevs av May 1898.  Anthelia gracilis ingår i släktet Anthelia och familjen Xeniidae. Inga underarter finns listade i Catalogue of Life.